# Battaglia dell'Alte Veste
La battaglia dell'Alte Veste fu un significativo scontro avvenuto durante la fase svedese della guerra dei trent'anni, tra l'esercito svedese comandato dal re Gustavo II Adolfo e le forze imperiali di Albrecht von Wallenstein; le forze svedesi subirono una cocente sconfitta.

## Svolgimento della campagna e dello scontro
Dopo la dura sconfitta subita dal conte di Tilly nella battaglia di Breitenfeld, seguita da una nuova disfatta nella battaglia di Rain in cui trovò la morte Tilly stesso, l'Imperatore del Sacro Romano Impero non disponeva di truppe sufficienti a fermare l'avanzata di Gustavo Adolfo e delle truppe svedesi; si vide quindi costretto a richiamare in servizio il generale Albrecht von Wallenstein, precedentemente esonerato, che, grazie alla sua abilità di reclutare ed organizzare truppe, riuscì a formare un esercito per contrastare gli svedesi.
Gustavo decise di trincerarsi presso Norimberga, che fu presto investita dalle truppe imperiali, nell'estate del 1632; la posizione svedese si fece a questo punto notevolmente difficile, perché il territorio di Norimberga non poteva garantire il supporto logistico per due grossi eserciti; l'armata di Gustavo rimase presto a corto di cibo e rifornimenti, e alcune gravi epidemie cominciarono a mietere molte vittime.
Gustavo decise di tentare di forzare il blocco, attirando Wallenstein fuori dalle sue posizioni per accettare uno scontro, ma i tentativi furono inutili; si risolse quindi a tentare un assalto alla posizione chiave dell'Alte Veste (vecchia fortezza), un castello diroccato posto in cima ad una collina boscosa, da cui sarebbe stato possibile dominare le posizioni imperiali con l'artiglieria. Wallenstein era tuttavia ben preparato a questa mossa, avendo ordinato di fortificare la posizione con lavori di scavo e abbattute, per frantumare l'attacco avversario.
L'assalto infatti procedette con grande difficoltà, e le truppe svedesi presto si trovarono esitanti davanti alle posizioni fortificate nemiche, colpite da un pesante fuoco; un tentativo di sbloccare la situazione da parte svedese con l'invio di alcune unità di cavalleria appiedata non ebbe successo. Wallenstein ordinò una sortita di cavalleria che riuscì ad isolare parte delle forze avversarie, e solo un provvidenziale contrattacco da parte della riserva di cavalleria svedese evitò un disastro completo.
Alla fine dello scontro, gli svedesi erano stati duramente battuti, e, nonostante l'arrivo di rinforzi alcuni giorni dopo, l'esercito i Gustavo Adolfo si trovava in difficili condizioni. Fortunatamente per gli svedesi, Wallenstein sopravvalutò il colpo subito dall'avversario, e, stimando che la campagna fosse ormai conclusa, disperse la sua armata, permettendo a Gustavo di batterlo, pur a prezzo della vita, nella battaglia di Lützen del 16 novembre 1632.